# ArmA: Armed Assault
ARMA: Armed Assault is een computerspel voor de pc van het Tsjechische softwarebedrijf Bohemia Interactive. Het spel is verkrijgbaar in heel Europa. In de Verenigde Staten en Canada wordt het spel verkocht onder de naam ARMA: Combat Operations.
Het is een tactische militaire first-person en third-person shooter, en wordt beschouwd als de opvolger van Operation Flashpoint: Cold War Crisis. De reden dat het spel ArmA en niet Operation Flashpoint 2 heet is omdat Codemasters de rechten op de naam Operation Flashpoint bezit en Bohemia de samenwerking met Codemasters staakte. Bohemia moest dus de naam van de game veranderen. Net als bij Operation Flashpoint is er een game-editor aanwezig, met deze editor stelt de gebruiker zich in staat om zelf levels te maken met eigen missiedoelen.
Armed Assault werd ontwikkeld door een team van 40 mensen van Bohemia, een lid van IDEA games, en door medewerkers van de andere gamestudio's die ook aangesloten zijn bij IDEA. 505 Games is gekozen voor de distributie voor: Het Verenigd Koninkrijk, Europa, Zuid-Afrika, Australië, Nieuw-Zeeland en Japan. Atari is gekozen voor de Verenigde Staten.

## Het verhaal
Armed Assault richt zich ten opzichte van zijn voorganger op ultiem realisme in de nieuwe verhaal-mode (campaign), die plaatsvindt op een eiland van 400 vierkante kilometer, 4 keer groter dan Everon en Malden van Operation Flashpoint. Het spel vindt plaats op een eiland in de Atlantische Oceaan genaamd Sahrani, het land is opgedeeld in Noord en Zuid. Het communistische noorden genaamd Democratic Republic of Sahrani (DRS) en het democratische rijke zuiden met veel oliebronnen genaamd Kingdom of South Sahrani. Het conflict begint wanneer Amerikaanse troepen het zuiden verlaten naar een training (Zuid-Sahrani is bondgenoot met Amerika, het noorden niet) en op het punt staan terug te gaan naar Amerika. Het noorden ziet dit als een ideaal punt om Zuid-Sahrani binnen te vallen. De speler is een soldaat uit een legereenheid die achtergebleven is op het eiland om het leger van het zuiden te trainen. De legereenheid voegt zich samen met de lokale militie om een offensief te brengen tegen het sterkere leger van de noordelijke buren in afwachting van versterking.
De campaign heeft een lineair verteld verhaal. Maar, elk level uit de campaign heeft effect op de niet-lineaire opties die de speler kan maken voor het uitspelen van de missie. Bijvoorbeeld, als men in een vorige missie de secundaire opdracht had om een defensieve positie uit te schakelen en dit gedaan wordt dan kan men in de volgende missie gemakkelijker langs dat terrein zonder dat er versterkingen komen uit het noorden, wat het makkelijker maakt om die missie uit te spelen. Kortom de keuzes die de speler maakt heeft effect op het lineair verteld verhaal en zelfs op het verloop van de oorlog. Nog een voorbeeld: een missie waarin men een cruciale stad moet innemen kan een groot effect hebben op het verhaal, dat afhangt van het percentage succes of mislukking.

## Multiplayer
Het spel heeft ook een multiplayeroptie waarin het mogelijk is om met meerdere mensen via het internet te kunnen spelen of binnen een lokaal netwerk te kunnen spelen. Het spel heeft een join in progress-principe, dit wil zeggen dat men zo midden in een gevecht kan inspringen. De speler kan kiezen tussen vriend en vijand, omdat dit natuurlijk de twee partijen zijn die tegen elkaar spelen en die beide bemand zullen moeten worden.

## Militaire simulatie
De ontwikkelaars van het spel zijn bekend om hun toewijding voor het zo realistisch mogelijk nabootsen van een oorlogssituatie. Dus na realistische wapens, voertuigen, terrein, kogelinslag in het lichaam en hoe een persoon daar op zou reageren, terugslag van een wapen na het schieten, herladen, waarnemen van vijanden door bijvoorbeeld een verrekijker of bespioneren, bewegen en rijden (het verschil tussen een jeep en een tank) en tijd zijn er ook insecten en vogels die bestuurd worden door de AI en die reageren op het gedrag van de speler. Ook de natuur en gebouwen kunnen opgeblazen worden en gebruikt worden in de omgeving. Tanks en andere zware voertuigen kunnen zich een weg banen door een bos. Infanterie kan weer gebruikmaken van omgevallen bomen, door zich erachter de verschuilen. Ten opzichte van de voorganger Operation Flashpoint: Cold War Crisis hebben helikopters een realistischer vlieggedrag, waardoor het moeilijker is om de besturing ervan onder de knie te krijgen. De besturing van een soldaat is eenvoudiger, waardoor de speler hiermee meteen aan de slag kan.
Militaire tactieken zoals optrekken, flankeren en dekking zoeken zullen allemaal moeten worden gebruikt om de vijand te slim af te zijn. Ook is de mogelijkheid om te zwemmen geïntroduceerd. Vanuit militair perspectief zijn er echter ook opvallende omissies, zoals het ontbreken van de mogelijkheid om onderdrukkend vuur te gebruiken.
Met dezelfde engine is ook een variant van het spel gemaakt die bedoeld is als cognitieve trainingssoftware, voor gebruik bij de opleiding van militairen. Deze trainingsvariant wordt uitgegeven onder de naam VBS2 (Virtual BattleSpace 2) door de Australische tak van Bohemia Interactive (BIA), sinds kort ook bekend onder BiSim (Bohemia Interactive Simulations).
Het Opleidings- en Trainingscentrum Manoeuvre (OTCMAN) van de Nederlandse Koninklijke Landmacht maakt gebruik van Virtual Battlespace. Tijdens de open dagen van de Koninklijke Landmacht in 2008 kregen bezoekers de kans om in VBS2 een trainingsmissie te spelen. Ook het Opleidings- en Trainingscentrum Vuursteun (OTCVUST) van de Nederlandse Koninklijke Landmacht heeft inmiddels de beschikking over VBS2. Op 1 december 2008 werd aangekondigd dat de 13 Gemechaniseerde Brigade in Oirschot met behulp van VBS2 militairen zou gaan trainen. Begin 2009 zouden ook andere brigades de beschikking over VBS2 krijgen.

## Trivia
- Het spel is opgenomen in het boek 1001 Video Games You Must Play Before You Die van Tony Mott.